# Třída Musytari
Třída Musytari je třída oceánských hlídkových lodí malajského královského námořnictva. Postaveny byly dvě jednotky této třídy. V červnu 2016 byly všechny dvě jednotky této třídy převedeny k Malajsijské pobřežní stráži jako třída Langkawi.

## Stavba
Celkem byly postaveny dvě jednotky této třídy. Zatímco první postavila jihokorejská loděnice Korea Tacoma v Pusanu, druhou postavila malajská loděnice Malaysia Shipyard and Engineering v Pasir Gudangu.
Jednotky třídy Musytari:
| Jméno          | Spuštěna | Vstup do služby  | Status                                                                                       |
| -------------- | -------- | ---------------- | -------------------------------------------------------------------------------------------- |
| Musytari (160) | 1984     | 9. prosince 1985 | Dne 23. června 2006 převeden k Malajsijské pobřežní stráži jako KD Langkawi (7501), aktivní. |
| Marikh (161)   | 1985     | 8. prosince 1987 | Dne 23. června 2006 převeden k Malajsijské pobřežní stráži jako KD Banggi (7502), aktivní.   |

## Konstrukce

### Třída Musytari
Plavidla jsou vyzbrojena jedním francouzským dvouúčelovým 100mm kanónem Creusot-Loire Compact a dvěma 30mm kanóny. Jsou vybavena navigačním radarem Decca TM 1226 a vyhledávacím radarem Thales DA-05. Systém řízení palby je typu PEAB 9GA-600. Na zádi se nachází přistávací plocha pro vrtulník, nikoliv však hangár. Pohonný systém tvoří dva diesely SEMT-Pielstick o celkovém výkonu 12 720 bhp, pohánějící dva lodní šrouby. Nejvyšší rychlost dosahuje 22 uzlů. Dosah je 6000 námořních mil při rychlosti 20 uzlů.

### Třída Langkawi
Po převedení k Malajsijské pobřežní stráži byl původní francouzský 100mm kanón změněn na jeden 57mm kanón Bofors L/70 Mk1.